# Cornelius-Kirche (Hamburg-Fischbek)

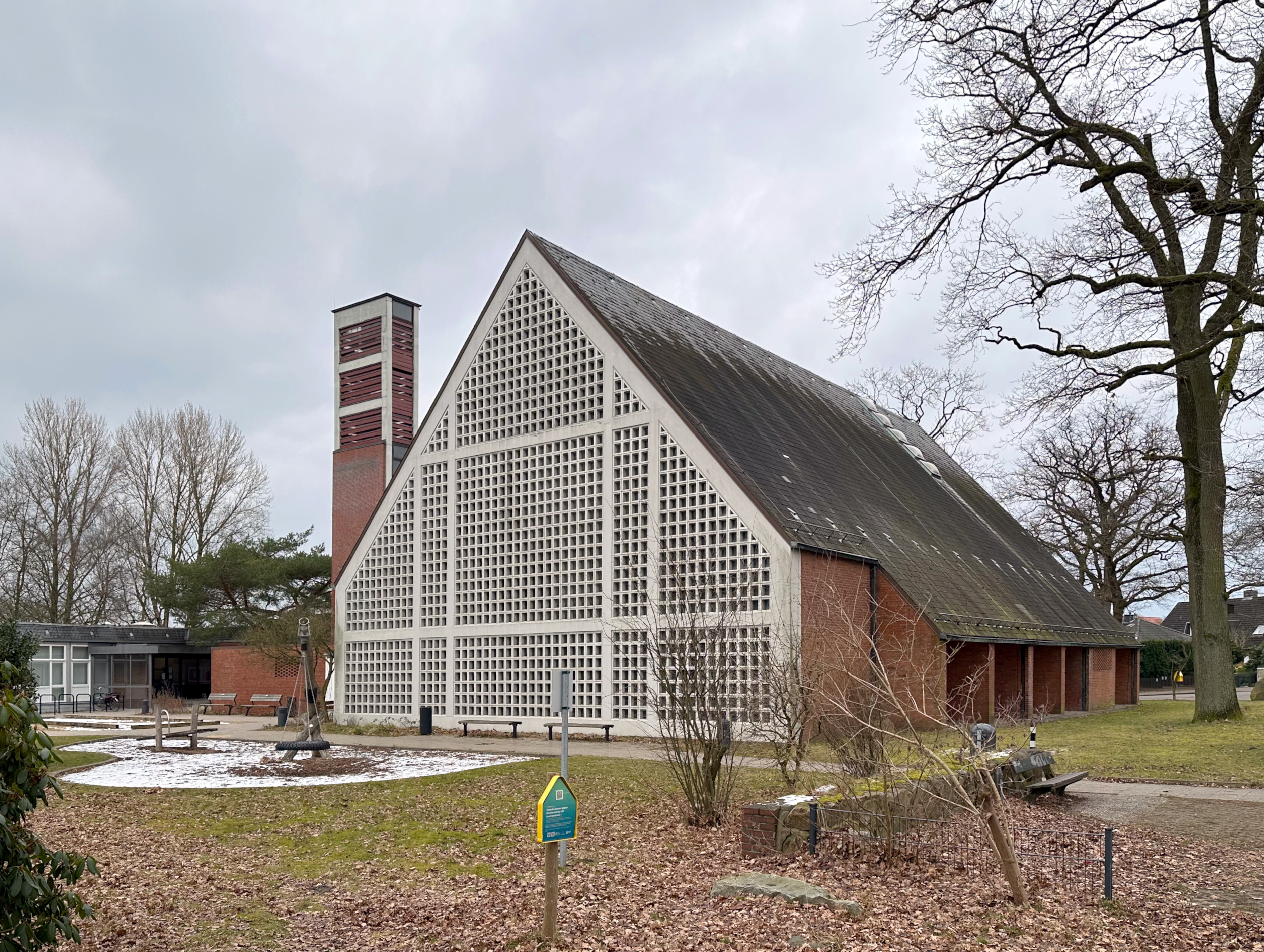
Westgiebel der Cornelius-Kirche in Hamburg-Fischbek

Die Cornelius-Kirche ist eine evangelisch-lutherische Kirche in Hamburg-Fischbek. Sie wurde in den Jahren 1962–1964 gebaut und nach dem Hauptmann Kornelius (Apg 10 ) benannt. Die Kirche ist als Denkmal in die Denkmalliste der Freien und Hansestadt Hamburg eingetragen.

## Lage
Die Cornelius-Kirche liegt an der Dritten Meile im historischen Ortskern am Lauf des ausgetrockneten Fischbeks. Die Kirche ist geostet.

## Bau
Die Cornelius-Kirche wurde von 1962 bis 1964 nach Entwürfen der Hamburger Architektin Hanna Kluth gebaut. Die äußere Gestaltung mit dem tief herunter gezogenen Satteldach orientiert sich am Typus des niederdeutschen Hallenhauses, von dem sich noch erhaltene Beispiele in unmittelbarer Nachbarschaft der Kirche finden. Mit dieser Ähnlichkeit fügt sich der Bau in das alte Dorfensemble ein und gehört mit dem freistehenden Campanile zugleich zu den bedeutenden Beispielen moderner Kirchenarchitektur.
Die hohe freitragende Decke soll gemeinsam mit der puristisch klaren Ostwand und der vollständig verglasten Westwand sowie der Schlichtheit der Innenausstattung eine sakrale Raumwirkung erzeugen.